# 矢口聖来
矢口 聖来（やぐち せいら、1989年6月29日 - ）は、日本の元アイドルである。
千葉県出身。かつてはベリーベリープロダクションに所属していた。

## 略歴
2003年4月7日から2005年3月29日まで『おはスタ』に、おはガール・セイラとして出演した。
2007年、Bibusから生まれ、ユーザー投票に育てられた「Bibus Music Club」の1期生に選ばれた。会員番号は「10」。
その後、ベリーベリープロダクションを退社し、芸能界を引退。

## 人物
- 趣味・特技:歌・作詞・作曲・文章作り・フルート・書道
- 好きな言葉:真実・思いやり
- 好きな食べ物:いちご・お寿司
- 好きな映画:洋画・邦画ラブストーリー系・コメディー何でも

## 出演

### テレビ
- おはスタ（2003年4月 - 2005年3月、テレビ東京系列）
  - おはガールのユニット:「スターフルーツ」（2003年4月 - 2004年3月）・「スターフルー2(ツー)」（2004年4月 - 2005年3月）
  - 2005年9月23日にDVD宣伝のため、久しぶりの出演。
- 恋するいちごパラダイス (BS朝日、2002年）
- SDM発i（フジテレビ、2003年12月 - 2004年10月）タカミープロジェクト第1期メンバー
- CS発!美少女箱（フジテレビ721、2004年11月5日 - 2005年3月）タカミープロジェクトのユニット「Doll's Vox」メンバー
- Kidsビーンズ（BS日本、2005年4月 - ）火曜日　音楽王国レギュラー
- 体験!発信!ぼくらの町の科学館（サイエンスチャンネル、2006年（製作2005年））
- ミラクルH（2006年、テレビ東京）
- グラビアの美少女（2006年、MONDO21）
- 誘惑のマーメイド（2007年5月、MONDO21）

など

### テレビドラマ
- こちら本池上署5 第8話（TBS、2005年8月1日）葉月役
- ガチバカ!（TBS、2006年1月 - 3月）星野かなた役
- 鉄板少女アカネ!! 第4話（2006年11月5日、TBS）

### 映画
- 渋谷怪談 サッちゃんの都市伝説（2004年）
- アインシュタインガール（2005年）
- 髪からはじまる物語（2005年）
- あそこの席（2005年）
- スケバン刑事（2006年）

### Vシネマ
- 美少女探偵団R.Y.U.Mission2（2005年）

## DVD
- SEIRA LOVE（2005年5月25日）
- AngelKiss 聖来姫伝説 (2005年9月22日）
- 聖来姫伝説II（2006年3月21日）
- SEIRA Memorial（2006年8月22日）
- プリンセス・ドール (2007年3月23日）